# Germaine Dulac
Germaine Dulac (født Charlotte Elisabeth Germaine Saissat-Schneider 17. november 1882 i Amiens, død 20. juli 1942 i Paris) var en fransk avangardistisk filminstruktør.

## Biografi
Germaine Dulac blev født i Amiens i Nordfrankrig d. 17. november 1882.
Da hendes far var officer i den franske hær, rejste han meget rundt. Germaine voksede op hos sin bedstemor i Paris. I 1905 giftede hun sig med ingeniøren og forfatteren Marie-Louis Albert-Dulac, som gjorde hende interesseret i journalistik, og i 1906 blev hun redaktør på La Francaise, som var talerør for den franske kvindebevægelse. Hun bidrog også til det radikale feministmagasin La Fronde, og i 1926 blev hun bladets filmkritiker. I 1915 grundlagde hun sammen med forfatteren og digteren Irene Hillel-Erlanger sit første filmproduktionsselskab DH Film. Hun udgav i 1917 den første af en lang række teoretiske artikler om filmkunst, og hun deltog aktivt i det organisatoriske arbejde i foreningen Société des auteurs de films. I 1920 blev hun skilt. Hun var medgrundlægger af Club Francais du Cinéma, der drev filmklubber over hele Frankrig, og i 1922 var hun med til at skabe et netværk for den første avantgarde i fransk film, samtidig med at hun er en flittig foredragsholder og skribent. Sammen med Gaumont oprettede hun i 1932 et mindre filmselskab France-Actualités, der producerer nyheds- og dokumentarfilm. Firmaet lukkede med økonomiske problemer i 1935, og Dulac blev ramt af et slagtilfælde, hvorefter hun kun sjældent optræder som filminstruktør. Dulac begynder i 1930 at arbejde for socialistpartiet og instruerer filmen Le Cinéma au service de l'histoire. I 1936 var hun dybt involveret i flere kulturelle grupper omkring Folkefronten.
Germaine Dulac døde i Paris 20. juli 1942.

## Kunstnerisk udvikling
I 1914 begynder Dulac at interessere sig for film, hvor hun er inspireret af tidens kunstneriske strømninger naturalisme og symbolisme. Fra 1915 til 1916 producerer hendes selskab DH Films tre film med manuskript af Hillel-Erlanger og instrueret af Dulac. Hendes første større filmsucces er filmen Âmes de fous (1918), som er et 4-timer langt melodrama i seks episoder. I 1919 instruerer hun filmen La Cigarette med alle de elementer, der kommer til at karakterisere franske impressionistiske film: On-location optagelse, realistiske fremstillinger, symbolistisk ikonografi, associativ montage og musikale analogier. Hendes film La Fête espagnol fra 1920, er anerkendt som den første franske avantgarde film. Og Dulac er en af de førende indenfor denne bevægelse. I 1924 er hun så utilfreds med sin egen kunstneriske udvikling, at hun skaber de to meget kunstneriske film Le Diable dans la ville og Âme d'artiste efter romanen Rêve et Réalité af den danske historiker Christian Molbech. Filmen La Folie des Vaillants, der er baseret på en roman af Maxim Gorki, fra 1925 bliver et vendepunkt for hende, idet hun altid har betragtet film og musik som tæt forbundne og nu begynder at arbejde henimod sin vision om den "ideelle symfoni". I 1927 får filmen La Coquille et le clergyman premiere. Filmen er baseret på et manuskript af den surrealistiske digter Antonin Artaud og bliver i dag betragtet som den første surrealistiske film, selv om Dulac længe har været anset for at være en impressionistisk filmskaber. Hendes film L'invitation au voyage fra samme år er et godt eksempel på cinéma de la suggestion. I slutningen af 1920'erne instruerer hun en række eksperimentelle film. Efter fremkomsten af talefilmen stopper Dulac med at lave spillefilm.

## Film
- 1934, Je n'ai plus rien (kortfilm)
- 1929, Étude cinégraphique sur une arabesque
- 1928, Princesse Mandane
- 1928, La coquille et le clergyman (kortfilm)
- 1928, Celles qui s'en font (kortfilm)
- 1928, Danses espagnoles
- 1928, Disque 957 (kortfilm)
- 1928, La germination d'un haricot (dokumentar kortfilm)
- 1928, Thèmes et variations
- 1927, L'invitation au voyage (kortfilm)
- 1927, Antoinette Sabrier
- 1927, Le cinéma au service de l'histoire
- 1926, La folie des vaillants
- 1924, Âme d'artiste
- 1924, Le diable dans la ville
- 1923, Gossette
- 1923, La souriante Madame Beudet (kortfilm)
- 1922, La mort du soleil
- 1922, Werther (kortfilm)
- 1920, La belle dame sans merci
- 1920, La fête espagnole
- 1920, Malencontre
- 1919, La cigarette
- 1919, Le bonheur des autres
- 1918, La jeune fille la plus méritante de France (kortfilm)
- 1918, Âmes de fous
- 1917, Géo, le mystérieux
- 1917, Venus Victrix
- 1915, Les soeurs ennemies